# Aporembia sturmi
Aporembia sturmi is een insectensoort uit de familie Anisembiidae, die tot de orde webspinners (Embioptera) behoort. De soort komt voor in Colombia.
Aporembia sturmi is voor het eerst wetenschappelijk beschreven door Ross in 2003.